# Rejon brzostowicki
Rejon brzostowicki (biał. Бераставі́цкі раё́н, Bierastawicki rajon,  ros. Берестовицкий район) — jednostka administracyjna położona w południowo-zachodniej części obwodu grodzieńskiego Białorusi. Centrum administracyjnym jest osiedle typu miejskiego Brzostowica Wielka.
Rejon graniczy z rejonami obwodu grodzieńskiego: grodzieńskim, mostowskim, świsłockim i wołkowyskim, a także, od zachodu, z Polską. Jego powierzchnia wynosi 743 km², rozciągłość z północy na południe 45 km, z zachodu na wschód - 25 km. Ludność liczy 19 975 osób (2006). Ludność miejska stanowi 37,5% ogółu. Średnia gęstość zaludnienia wynosi 26,9 os/km².
Rejon utworzony został 15 stycznia 1940, po zajęciu wschodnich ziem II Rzeczypospolitej przez ZSRR. Otrzymał wówczas nazwę rejonu kryneckiego. Po tym, jak Białostocczyzna z Krynkami zostały zwrócone Polsce, 20 września 1944 rejon przemianowano na brzostowicki.
Rejon dzieli się na 8 sielsowietów: brzostowicki, ejsmontowski, koniuchowski, makarowiecki, małobrzostowicki, olekszycki, parchimowski, i pograniczny. 16 października 2007 miejscowość Pograniczny zmieniła status z osiedla typu robotniczego na wieś, a tym samym pograniczny sowiet osiedlowy stał się ósmym sielsowietem.
W roku 1991 w skład rejonu wchodziło 129 miejscowości.
W rejonie działa 14 wspólnot religijnych: 8 prawosławnych, 5 katolickich i jedna ewangelicka.

## Geografia
Rejon brzostowicki ma powierzchnię 743,58 km². Lasy zajmują powierzchnię 128,21 km², bagna 44,43 km², obiekty wodne 6,69 km².

## Podział administracyjny
Rejon podzielony jest na 1 osiedle miejskie i 6 sielsowietów:
- Brzostowica Wielka
- sielsowiet Brzostowica
- sielsowiet Brzostowica Mała
- sielsowiet Ejsymonty
- sielsowiet Koniuchy
- sielsowiet Olekszyce
- sielsowiet Pograniczny

## Flaga i herb
Flaga i herb rejonu brzostowickiego zostały ustanowione 17 lipca 2006 roku rozporządzeniem prezydenta Białorusi nr 455.

## Rzeźba i bogactwa naturalne
Rejon leży na południowym odgałęzieniu Grzędy Białoruskiej. Dużą jego część zajmuje Wysoczyzna Wołkowyska, na północy – część Niziny Niemeńskiej, na północnym zachodzie sięga Wzgórz Sokólskich. Przeważają wysokości w granicach 160 – 200 m n.p.m. Najwyższy punkt, 212 m, położony jest w północnej części rejonu, na obszarze Grzędy Mogilańskiej
Zasoby naturalne: torf (Olekszyce), wysokiej jakości glina ceglana (Znojdzino), piaski budowlane, duże zasoby wód mineralnych.

## Klimat i roślinność
Klimat umiarkowany kontynentalny. Średnia temperatura stycznia -5°С, lipca 18°С. Średnioroczna suma opadów 560 mm. Okres wegetacji roślin 200 dni.
Lasy pokrywają 15% powierzchni rejonu. Przeważają lasy sosnowe, świerkowe, występują też brzozowe, dębowe, grabowe. Bagna pokrywają 7,6% powierzchni rejonu.

## Gospodarka
Całkowita powierzchnia terenów objętych gospodarką wiejską wynosi 50,9 tys. ha, z których osuszonych jest 7,9 tys. ha. Główne gałęzie wiejskiej gospodarki to: hodowla zwierząt na mleko i mięso, uprawa zbóż, pasz, ziemniaków i buraków cukrowych. Między Ojcowem i Brzostowicą Wielką uprawiane są buraki cukrowe. W miejscowościach tych występuje też drobny przemysł spożywczy, głównie przetwórstwo (produkcja masła, spirytusu). W północnej części rejonu, w okolicy miejscowości Znojdzino, produkowane są cegły. W rejonie pozyskiwane jest też na ograniczoną skalę drewno dla celów budowlanych.
W północnej części znajdują się trzy niewielkie ośrodki przemysłu wydobywczego. W Mandzinie pozyskiwana jest glina dla cegielni w Znojdzinie. Na wschód od niej znajdują się dwie kopalnie odkrywkowe, w których przedsiębiorstwo "Indurskoje" wydobywa mieszankę piaskowo-żwirową.
Przez rejon przechodzi linia kolejowa Białystok – Wołkowysk, jednak wykorzystywana jest tylko do stacji Pograniczny i przez to nie stanowi międzynarodowego połączenia. Istnieją też drogi na Białystok, Grodno, Świsłocz i Wołkowysk. W południowej części rejonu przebiegają w kierunku wschód-zachód: elektryczna linia przesyłowa do Polski oraz gazociąg ze Słonima do Polski i dalej do Niemiec.
Ze względu na przygraniczny charakter rejonu działają także 4 posterunki graniczne, punkt kontroli granicznej oraz punkt celny "Brzostowica" Grodzieńskiego Urzędu Celnego.

## Ludność
W 2009 roku rejon zamieszkiwało 18 017 osób, w tym 5 720 w osiedlach typu miejskiego i 12 297 na wsi.

## Skład etniczny
- Białorusini – 70,04%
- Polacy – 21,69%
- Rosjanie – 5,77%
- inni – 1,26%[6].

## Edukacja i zdrowie
Na terenie rejonu działają: Małobrzostowicka Szkoła Zawodowa Nr 195 Przemysłu Przetwórczego, Brzostowicka Szkoła Zawodowa Nr 194 Gospodarki Wiejskiej, a także 8 szkół średnich, 4 szkoły podstawowe, 2 dziecięco-młodzieżowe szkoły sportowe, 1 szkoła muzyczna, 2 szkoły artystyczne, 11 instytucji przedszkolnych, 18 klubów, 9 kin i 23 biblioteki. We wsi Makarowce znajduje się internat dla osób starszych i niepełnosprawnych. Działają też 3 szpitale, 4 przychodnie i 11 punktów pomocy medycznej.

## Literatura
- G. P. Paszkow i inni; pod wsp. red. I. I. Pirożnika: Turistskaja encykłopiedija Biełarusi. Mińsk: 2007, s. 648. ISBN 978-985-11-0384-9. (ros.).